# Джулия Каминито
Джулия Каминито (на италиански: Giulia Caminito) е италианска писателка на произведения в жанра социална драма и детска литература.

## Биография и творчество
Джулия Каминито е родена през 1988 г. в Рим, Италия. Баща ѝ е Маурицио Каминито, директор на Римската библиотека. Израства в Ангуилара Сабация на езерото Брачано. Завършва политическа философия. След дипломирането си работи като редактор за римското издателство „Джулио Пероне“ и сътрудничи на различни периодични издания, включително списание „Еспресо“.
Прави дебюта си в художествената литература през 2016 г. с романа „Голямото А“, в стила на африканския постколониален жанр и базиран на семейни събития. Той е удостоен с множество награди, включително наградата „Берто“, наградата „Багута“ за дебют и наградата „Бранкати“ за млади автори.
През 2017 г. е издаден сборникът ѝ с разкази „Гледахме как другите танцуват танго“, а през 2018 г. приказката „Балерината и морякът“ през 2018 г. През 2019 г. е издаден романът ѝ „Идва денят“, чието действие се развива в родното село на майка ѝ, в Сера де' Конти на височините в провинция Анкона. Романът получава наградата „Фиезоле“.
През 2021 г. е публикуван романът ѝ „Водата на езерото никога не е сладка“. Историята представя живота на семейство Коломбо, което се установява на брега на езерото Брачано. Младата Антония се грижи за четири деца и съпруг с увреждания, и възпитава строго единствената си дъщеря – да бъде силна, да не се оплаква, да чете книги, да се гмурка в езерото, да не се отчайва ... Романът е номиниран за наградата „Стрега“, получава наградата „Стрега Оф“ и престижната награда „Кампиело“. Преведен е на над 20 езика по света.
Джулия Каминито живее със семейството си в Рим.

## Произведения

### Самостоятелни романи
- La grande A (2016)[1]
- Un giorno verrà (2019)
- L'acqua del lago non è mai dolce (2021)
Водата на езерото никога не е сладка, изд.: ИК „Колибри“, София (2023), прев. Толя Радева

### Сборници
- Guardavamo gli altri ballare il tango (2017)[1]

### Детска литература
- La ballerina e il marinaio (2018)[1]
- Mitiche. Storie di donne della mitologia greca (2020)